# 高札場
高札场是日本从古代直到明治初期天皇，幕府和藩主用来公布法令和发布公告的设施。其中法令称为高札。公告称为制札（せいさつ）。

## 概要
高札场通常建造在人流众多的地方，比如重要桥梁的桥堍，交通要道的十字路口，宿场。高札场十分简陋，建筑式样通常是用石头垒起一个一米左右的高台，然后在高台上竖一面木板，为了避免下雨淋湿布告在木板上再加一个顶，同时为了显示官府的威严，高札场上有卫兵护卫。
高札的起源无从考证，延历元年（782年）太政官就有把政令向民间公布的记载。此后武家政权采用了相同的方法。在江户时代这种制度在全国推广达到了极盛。
高札制度的目的
1. 向民众公布新法令，让民众了解法令的内容。
2. 让民众养成守法的习惯。
3. 通缉犯人。
4. 显示幕府和大名的存在感。

高札为了让百姓容易读懂通常使用假名，这样即使不会汉字只会日语五十音假名字母的人也能读。幕府还积极推荐寺子屋采纳高札作为范文教导百姓。
明治维新以后法令颁布和对民众的告知可以通过警察，司法，教育以及新闻机关进行，因此明治7年（1874年）高札制度被废除，2年后全国的高札场全部拆除。